# Photographische Union
Die Photographische Union oder Fotografische Union war ein Kunstverlag mit Sitz in München.

## Geschichte

Mappe für Photogravüren von Werken Arnold Böcklins, 1901

Anlass der Unternehmensgründung war die Erfindung eines Verfahrens des Physikers, Lithografen und Verlegers Eugen Albert zur Reproduktion farbiger Bilder „in ihrem richtigen Farbenwerthe.“ Insbesondere sollten Ölgemälde als Fotografien vervielfältigt werden. Am 1. Mai 1884 gründete Albert hierzu gemeinsam mit der Verlagsanstalt für Kunst und Wissenschaft vorm. Friedr. Bruckmann in München die Photographische Union, bei der beide Personen als Inhaber fungierten.
In die neue Firma wurde neben eigenen, schon vorhandenen Beständen auch „eine größere Anzahl Blätter bedeutender Künstler“ aus dem Kunstverlag von Josef Aumüller übernommen. Schon einem anlässlich der Geschäftseröffnung verfassten Rundschreiben an potentielle Kunden lag ein erster Verlags-Katalog mit Preisen für verschieden große Reproduktionen bei.

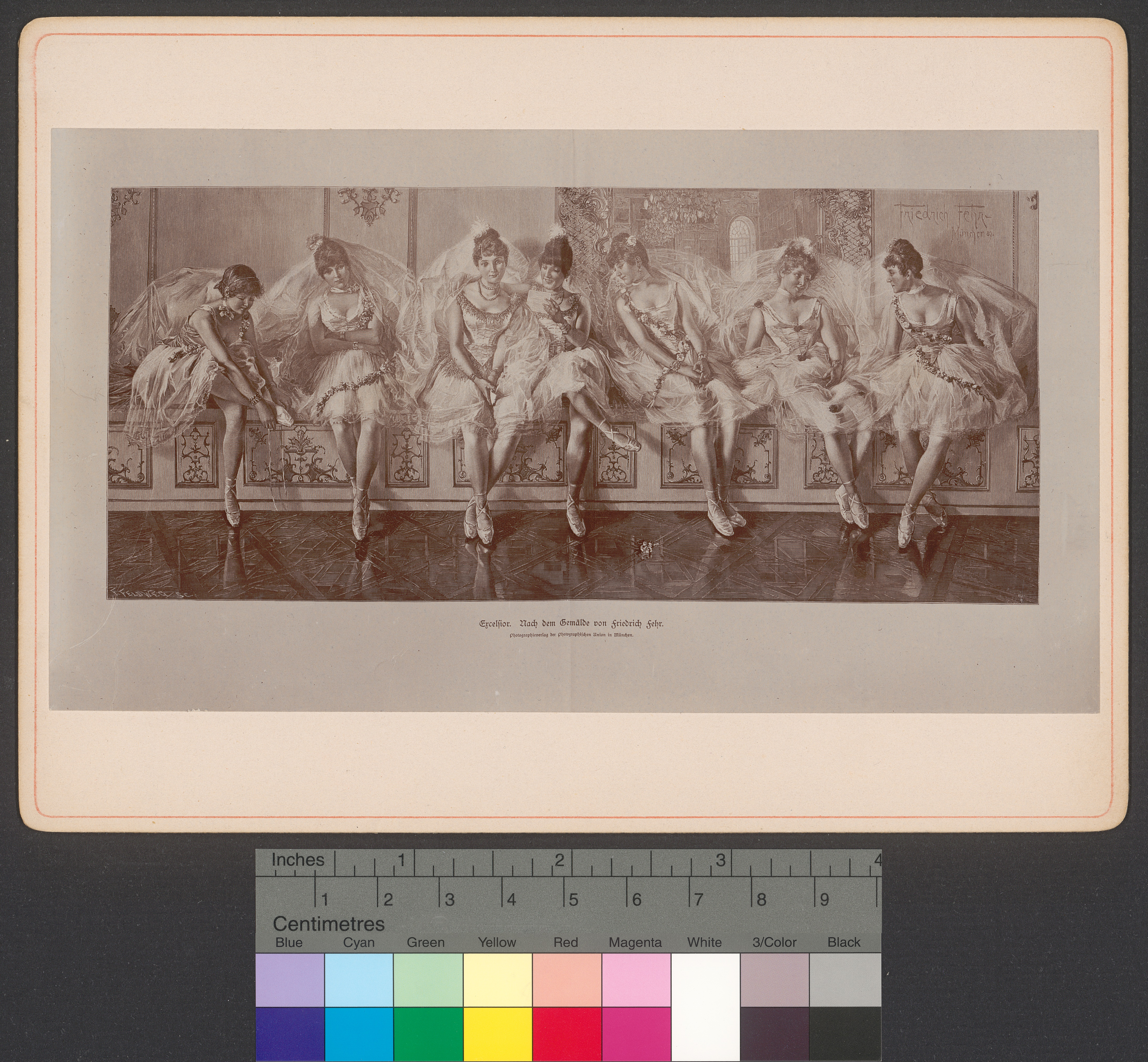
Excelsior von Friedrich Fehr; Holzstich von Felix Feldweg; Kabinettformat; Zentralbibliothek Zürich
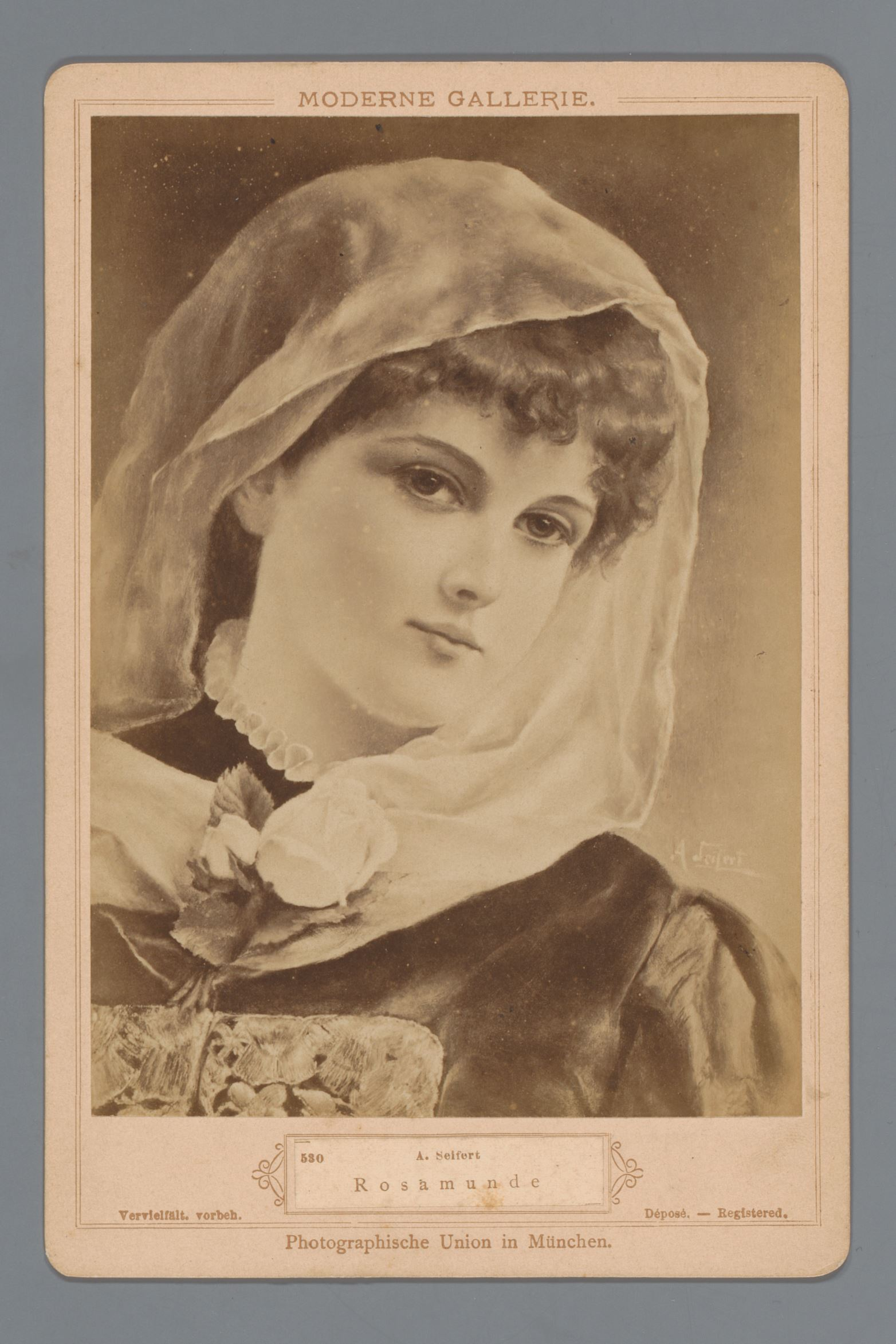
Rosamunde von Alfred Seifert; Moderne Galerie Nummer 530; Rijksmuseum Amsterdam
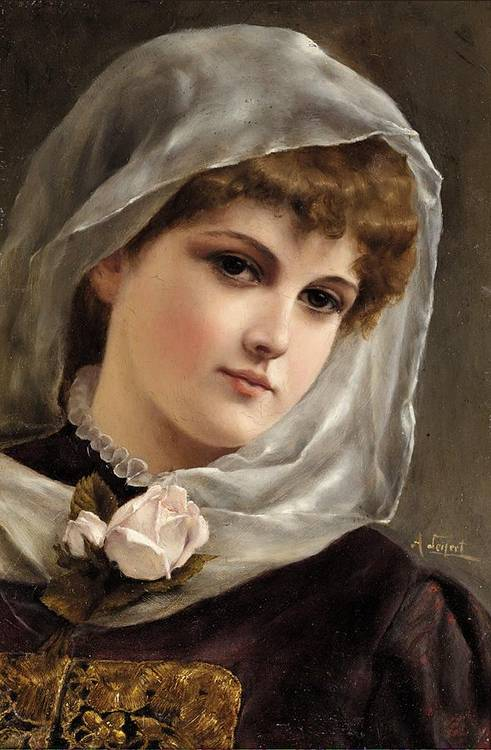
Seiferts Vorlage
Domino von Victor Tobler; Moderne Galerie Nummer 2565; Kantonsbibliothek Appenzell Ausserrhoden

Nachdem von Anfang an auch der Verleger und Drucker Alphons von Bruckmann an dem Unternehmen beteiligt war, wurde zu Beginn des Jahres 1892 der Kunsthistoriker und langjährige Mitarbeiter Fritz Schwartz Teilhaber des unterdessen Photographische Union A. Bruckmann genannten Verlags. Schwartz wurde 1909 zudem die Aufgabe als Generaldirektor der F. Bruckmann AG übertragen, die im selben Jahr die Photographische Union als eigenständige Nebenfirma weiterführte. Im selben Jahr wirkte Paul Kirchgraber als Prokurist des Unternehmens.